# Edward Czuruk
Edward Stanisław Czuruk (ur. 13 października 1895, zm. 25 stycznia 1981 w Wielkiej Brytanii) – podpułkownik żandarmerii Wojska Polskiego, kawaler Orderu Virtuti Militari. Przez polskie władze na uchodźstwie został awansowany na pułkownika w korpusie oficerów żandarmerii. 

## Życiorys
Edward Stanisław Czuruk urodził się 13 października 1895 w majątku Sumówka-Hajsyn na Podolu na obszarze ówczesnego Imperium Rosyjskiego. Był synem Jerzego Ignacego Czuruka (oficer armii austriackiej, posądzony o szpiegostwo zbiegł pod Kijów, zostając plenipotentem w dobrch hr. Potockiego) i Franciszki z domu Bętkowskiej. Miał braci Bolesława (1881-1950, nauczyciel, tłumacz), Ottona (1887–1945, oficer Wojska Polskiego), Bronisława (1888–1943, urzędnik), Leona (inżynier-cukiernik w Siedlcach, podczas I wojny ewakuowany w głąb ZSRR, tam pozostał, w 1937 oskarżony o szpiegostwo oraz sabotaż i rozstrzelany przez NKWD), Karola (1893-1914, legionista poległy w bitwie pod Laskami) oraz siostry Kazimierę, Jadwigę, Krystynę i Helenę.
Po wybuchu I wojny światowej wstąpił do Legionów Polskich i był żołnierzem II Brygady. Od kwietnia 1915, jako podoficer, pełnił służbę w Komendzie Żandarmerii Polowej przy c. i k. Komendzie II Brygady Legionów na terenie Besarabii. Do 14 marca 1917, w stopniu plutonowego żandarmerii, był komendantem posterunku żandarmerii polowej przy Domu Ozdrowieńców w Kamieńsku. Następnie pełnił służbę w posterunku żandarmerii polowej przy c. i k. Komendzie II Brygady Legionów. 4 sierpnia 1917 został komendantem tego posterunku. W I wojnie był trzykrotnie ranny.
30 lipca 1920 został mianowany z dniem 1 maja 1920 porucznikiem w żandarmerii. W czasie wojny z bolszewikami dowodził 5 plutonem Żandarmerii Wojskowej. Wyróżnił się w obronie Płocka, za co wraz z rotmistrzem żandarmerii Czesławem Smoczyńskim został odznaczony Krzyżem Srebrnym Orderu Virtuti Militari. Po zakończeniu wojny kontynuował służbę w 1 dywizjonie żandarmerii w Warszawie. 3 maja 1922 roku został zweryfikowany w stopniu kapitana ze starszeństwem z dniem 1 czerwca 1919 roku i 68. lokatą w korpusie oficerów żandarmerii. W 1923 roku był dowódcą plutonu żandarmerii „Warszawa II”. W lipcu 1926 został dowódcą plutonu żandarmerii w składzie Kompanii Zamkowej. W październiku tego samego roku, wskutek interwencji gen. bryg. Kordiana Józefa Zamorskiego, dowodzony przez niego pododdział został wyłączony ze struktury kompanii, podporządkowany bezpośrednio szefowi Gabinetu Wojskowego Prezydenta RP i przemianowany na Zamkowy Pluton Żandarmerii. 18 lutego 1928 został awansowany na majora ze starszeństwem z dniem 1 stycznia 1928 i 4. lokatą w korpusie oficerów żandarmerii. Z dniem 1 maja 1928 został wyznaczony na stanowisko dowódcy Oddziału Zamkowego Prezydenta Rzeczypospolitej, pozostając w ewidencji kadry oficerów żandarmerii. W czerwcu 1934 otrzymał przeniesienie z Gabinetu Wojskowego Prezydenta RP do Komendy Miasta Warszawa, w której objął funkcję kierownika Referatu Bezpieczeństwa z równoczesnym, czasowym, powierzeniem mu obowiązków zastępcy komendanta miasta (według innej wersji w latach 1934-1939 był komendantem placu miasta Warszawy). Na stanowisku zastępcy komendanta miasta pozostał do wybuchu II wojny światowej. 1 stycznia 1936 został awansowany na podpułkownika. Do 1939 zamieszkiwał przy ulicy Fryderyka Chopina 16 w Warszawie.
Podczas kampanii wrześniowej brał udział w obronie Warszawy służąc w stołecznym garnizonie. W czasie okupacji niemieckiej prowadził działalność konspiracyjną w szeregach Armii Krajowej. Był oficerem Oddziału II Informacyjno-Wywiadowczego Komendy Głównej Armii Krajowej. Kierował Referatem „Generalna Gubernia” o kryptonimie „Arkadiusz”. Po upadku powstania warszawskiego trafił do niewoli niemieckiej, do Oflagu II C Woldenberg (według innej wersji do oflagu trafił już po kapitulacji stolicy i przebywał w Colditz). W styczniu 1945 wraz z innymi jeńcami został ewakuowany w głąb Niemiec. 22 marca osadzono go w Oflagu VII A Murnau.
Po wyzwoleniu obozu przez wojska amerykańskie został skierowany do Włoch i wcielony do Polskich Sił Zbrojnych. Dowodził żandarmerią Bazy 2 Korpusu Polskiego i 2 Warszawskiej Dywizji Pancernej. Po przeniesieniu 2 KP do Wielkiej Brytanii i utworzeniu Polskiego Korpusu Przysposobienia i Rozmieszczenia dowodził żandarmerią 4 Grupy Dywizyjnej. 15 listopada 1948, po likwidacji Inspektoratu Żandarmerii PKPR, kierował działalnością pozostałych pododdziałów żandarmerii. Służbę wojskową zakończył w marcu 1949, a następnie został zdemobilizowany. Przez polskie władze na uchodźstwie został awansowany na pułkownika w korpusie oficerów żandarmerii. 
Po wojnie pozostawał na emigracji. Był honorowym prezesem Zarządu Koła Oddziałowego Stowarzyszenia Polskich Kombatantów Nr 106 „Żandarm” w Londynie. Zmarł 25 stycznia 1981 w Londynie. Jego pierwszą żoną była od 1921 do 1935 Maria z domu Łączkowska (rozwód), z którą miał synów Jerzego (ur. 1922) i Edward (ur. 1924). Drugą żoną została w 1935 Krystyna z domu Jeleniewska (1908–1965), córką właścicieli majątku Osiny. Wraz z drugą żoną został pochowany na Cmentarzu Gunnersbury w Londynie.

## Ordery i odznaczenia
- Krzyż Srebrny Orderu Wojskowego Virtuti Militari nr 2787 (1921)[31]
- Krzyż Niepodległości (6 czerwca 1931)[32]
- Krzyż Oficerski Orderu Odrodzenia Polski
- Krzyż Kawalerski Orderu Odrodzenia Polski (10 listopada 1933)[33]
- Krzyż Walecznych (czterokrotnie)[34]
- Złoty Krzyż Zasługi (19 marca 1931)[35]
- Srebrny Krzyż Zasługi (15 sierpnia 1924)[36][37]
- Medal Pamiątkowy za Wojnę 1918–1921
- Medal Dziesięciolecia Odzyskanej Niepodległości
- Krzyż za Męstwo i Odwagę 206 pułku piechoty Armii Ochotniczej i Obrony Płocka przyznanego bohaterom walk o Płock (1921)
- Krzyż Komandorski Orderu Leopolda II (Belgia, 9 listopada 1934)[38]
- Krzyż Komandorski Orderu Wojskowego Avis (Portugalia, 1931)[39]
- Krzyż Komandorski Orderu Krzyża Orła (Estonia, 11 listopada 1936)[40]
- Krzyż Oficerski Orderu Krzyża Orła (Estonia, 9 listopada 1934)[38]
- Krzyż Oficerski Orderu Korony Rumunii (Rumunia)[34]
- Krzyż Kawalerski Orderu Legii Honorowej (Francja, 9 listopada 1934)[38]
- Brązowy Medal Waleczności (Austro-Węgry)[27]
- Srebrny Medal Waleczności (Austro-Węgry)[27]
- Krzyż Wojskowy Karola (Austro-Węgry)[27]